# Dennis Mödinger
Dennis Mödinger (* 23. September 1969) ist ein ehemaliger deutscher Fußballspieler.
Mödinger begann seine Karriere bei der Spvgg 07 Ludwigsburg. 1991 wechselte er zum SV Waldhof Mannheim in die 2. Bundesliga. Nachdem Dennis Mödinger lediglich ein Zweitligaspiel bestreiten konnte, kehrte er bereits nach einer Spielzeit zurück nach Ludwigsburg. Zum Abschluss seiner aktiven Karriere wechselte Mödinger zum TSV Schwieberdingen.

## Erfolge
- Vizemeister der 2. Bundesliga Süd 1991/92